# Øster Bording
Øster Bording er en landsby i udkanten af Silkeborg, i Balle Sogn, Silkeborg Kommune med 218 indbyggere  (2024). Byen havde en station på Silkeborg-Kjellerup-Rødkærsbro Jernbane.